# Marguerite Abouet
Marguerite Abouet (Abidjan, 1971) è una scrittrice e fumettista ivoriana.
 È meglio conosciuta per i suoi graphic novel della serie Aya.

## Biografia
All'età di dodici anni, Abouet e suo fratello si trasferirono in Francia con la loro zia. Attualmente risiede a Romainville, un sobborgo appena fuori Parigi, con suo marito, il disegnatore Clément Oubrerie (che fa le illustrazioni delle sue storie) e il loro figlio piccolo. Ha lavorato come assistente legale a Parigi mentre scriveva il suo primo graphic novel, Aya.  Prima di scrivere Aya, Abouet provò a scrivere romanzi per ragazzi, ma si arrese a causa della frustrazione che i limiti imposti dagli editori a quel genere imponevano. Lasciò il suo lavoro da assistente legale per concentrarsi sulla scrittura a tempo pieno.

## Aya
Aya è il primo lavoro pubblicato di Abouet. È anche la sua prima esperienza nel mondo del graphic novel e un lavoro collaborativo con suo marito che con Aya fece il primo di molti lavori illustrativi per graphic novel.
La decisione di scrivere questo lavoro venne per ispirazione a Marjane Satrapi, autrice di Persepoli. Ma emerse anche dal desiderio di mostrare un'Africa da un punto di vista diverso rispetto alle solite questioni della guerra e della fame, che è il punto di vista privilegiato dai media nel ritrarre l'Africa. I suoi personaggi vanno a scuola, arrancano al lavoro, pianificano il futuro e si lasciano coinvolgere in questioni sentimentali e familiari proprio come in ogni altra parte del mondo. Questa storia è stata adattata per un film d'animazione (Aya de Yopougon).
Abouet nega che Aya sia autobiografico, se si esclude il fatto che lei sia familiare con la Costa d'Avorio. I personaggi sono basati su persone con cui è cresciuta, ma le situazioni sono di pura invenzione.
Aya è stata considerata un successo specialmente come primo lavoro di un autore. Ha vinto nel 2006 il Festival international de la bande dessinée d'Angoulême per il primo albo a fumetti e ha venduto più di 200,000 copie in Francia.  L'editore Canadese Drawn and Quarterly ha distribuito la versione in lingua inglese negli Stati Uniti, dove sono state stampate oltre 10 000 copie. Abouet ha convinto il suo editore francese a stampare in edizione economica delle copie del suo lavoro nella nativa Costa d'Avorio.